# آئورت شکمی
آئورت یا بزرگ‌سرخرگ (به انگلیسی: aorta) سرخرگ اصلی خون‌رساننده به بدن است. از این شریان، شریان‌های متعددی منشعب می‌شوند که خون را به سراسر بدن می‌رسانند. آئورت سه لایه داخلی، میانی و خارجی دارد که از کلاژن، الاستین و عضلات صاف ساخته شده‌اند. آئورت شکمی (به انگلیسی: Abdominal aorta) بزرگترین قسمت از رگ آئورت و در ناحیهٔ شکمی بدن (از دهانهٔ دیافراگم تا کمر) (به انگلیسی: abdominal cavity) قرار دارد. به عنوان بخشی از آئورت، آئورت شکمی در اصل ادامهٔ بزرگ‌سرخرگ پایین‌رو یا آئورت نزولی، (به انگلیسی: descending aorta) است که در ناحیهٔ قفسه سینه قرار دارد.

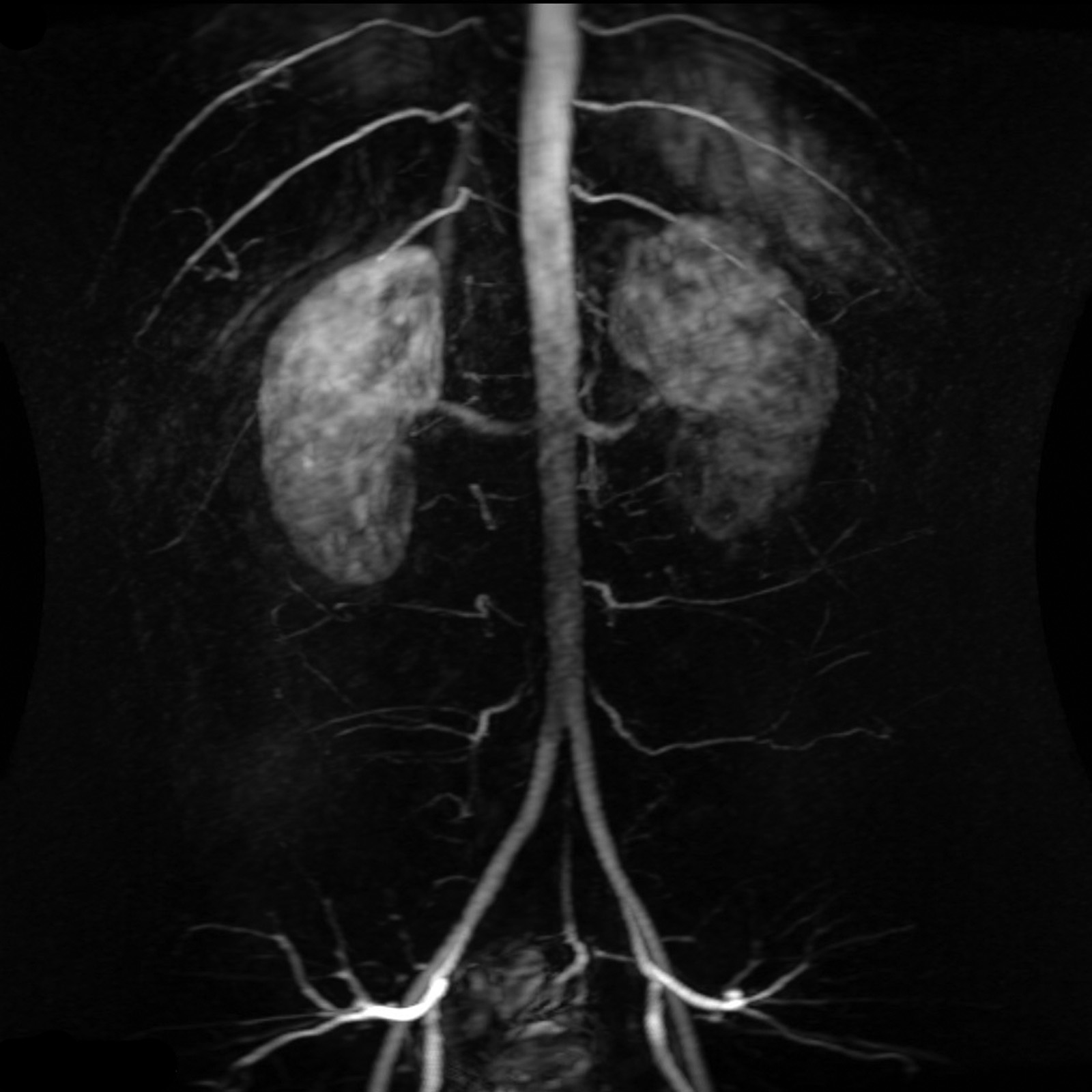
نگارهٔ ام آر آی از آئورت شکمی (از دیافراگم تا کمر).

## شاخه‌ها
| شاخه                  | بند          | نوع       | جفتی | جلویی یا پشتی | توضیح                                                             |
| حاجزی تحتانی          | T12          | جداری     | هست  | جلویی         | پشت دیافراگم قرار دارد و خون را به آن تأمین می‌کند                 |
| تنه شریان سلیاک       | L۱ بالایی    | احشایی    | نیست | پشتی          | شاخهٔ بزرگ پشتین                                                   |
| سرخرگ مزانتریک فوقانی | L۱ زیرین     | احشایی    | نیست | پشتی          | شاخهٔ بزرگ پشتین زیر سلیاک تنه ای                                  |
| سرخرگ فوق‌کلیوی میانی  | L1           | احشایی    | هست  | جلویی         | خون را به غدد فوق کلیوی می‌رساند                                   |
| سرخرگ کلیوی           | میان L۱ و L2 | احشایی    | هست  | میانی         | سرخرگ‌های بزرگی که خون را از رگ آئورت به کلیه می‌رساند              |
| سرخرگ غدد جنسی        | L2           | احشایی    | هست  | پشتی          | خون را از رگ آئورت به غدد جنسی می‌رساند                            |
| سرخرگ کمری            | L1-L4        | جداری     | هست  | جلویی         | ۴ رگ در هر طرف بدن که به دیوارهٔ شکم و ستون فقرات خون رسانی می‌کنند |
| سرخرگ مزانتریک تحتانی | L3           | احشایی    | نیست | پشتی          | شاخهٔ بزرگ پشتین                                                   |
| سرخرگ خاجی میانی      | L4           | جداری     | نیست | جلویی         | سرخرگی که از ناحیهٔ میانی آئورت جدا می‌شود                          |
| سرخرگ ایلیاک مشترک    | L4           | پایانه ای | هست  | جلویی         | ناحیهٔ پایانی آئورت که خون را به پاها و اعضای داخلی لگن می‌رسانند   |

## آنوریسم و دایسکشن آئورت شکمی
در جریان پارگی یا دایسکشن (به انگلیسی: dissection) آئورت، لایه داخلی آئورت که در بافت‌شناسی به آن «انتیما» گفته می‌شود ایجاد می‌شود. متعاقب این پارگی خون از محل پارگی و بین دو لایه داخلی و میانی تجمع پیدا می‌کند و رفته رفته گسترش پیدا می‌کند. به این ترتیب خون وقتی وارد شریان آئورت می‌شود وارد دو مسیر می‌شود، یکی شریان اصلی آئورت و دیگری کانالی که بین دو لایه داخلی و میانی آئورت تشکیل شده‌است. گاهی بیشتر از نصف خون وارد شده به آئورت وارد این مجرای ثانویه می‌شود. به این ترتیب جریان خون اعضایی که از آئورت مشروب می‌شوند، کاهش پیدا می‌کند. شایع‌ترین محل پارگی در چند سانتیمتر ابتدایی آئورت است، یعنی همان محلی که فشار جریان خون در حد بیشینه خود است و آئورت به سمت بالا حرکت می‌کند. در واقع در ۹۰ درصد موارد دیسکشن آئورت، در ۱۰ سانتیمتر ابتدایی این شریان اتفاق می‌افتد.
از لحاظ تاریخی نخستین بار رومیان باستان در دو قرن قبل از میلاد مسیح متوجه این بیماری شدند. آنوریسم آئورت شکمی از لحاظ کالبدشناسی نخستین بار در کتابی با عنوان فابریکا (به انگلیسی: Fabrica) در سال ۱۵۴۳، توصیف شده‌است.
آنوریسم آئورت شکمی، زمانی گفته می‌شود که قطر آئورت شکمی بیش از ۳ سانتیمتر گردد. آئورت در قسمت زیر کلیه و سرخرگ‌های ایلیاک شایع‌ترین محل ابتلا به بیماری انسدادی آترواسکلروز و آنوریسم آئورت شکمی در بیماران است. بازسازی آئورت شکمی، عمر بیماران را طولانی می‌کند.

## عمل جراحی آنوریسم‌های آئورت شکمی بدون بیهوشی عمومی
در بیماری آنوریسم‌های آئورت شکمی قسمت‌هایی از دیواره‌های رگ که مانند یک کیسه گشاد شده و خطر پارگی در آنوریسم‌ها تهدیدکننده جان بیمار است، با روش داخل عروقی و از طریق شریان‌های رانی، رگ پارچه‌ای از طریق داخل رگ، وارد حفره آنوریسم شده و گشادی آن را مرتفع می‌کند. مدت معمول انجام این عمل حدود ۳ ساعت است.

### ۲. دیکشنری آنلاین آناتومی دهلیز
{{پیوند==https://web.archive.org/web/20190927153443/http://dehlizdic.com/
مشارکت‌کنندگان ویکی‌پدیا. «Abdominal aorta». در دانشنامهٔ ویکی‌پدیای انگلیسی، بازبینی‌شده در ۱۷ نوامبر ۲۰۱۳.
درمان آنوریسم‌های آئورت شکمی